# Modelo de telaraña dinámico
El modelo de telaraña dinámico se caracteriza por un retardo en la oferta. En equilibrio, la oferta es igual a la demanda. El modelo entra a formar parte de la econometría en su planteamiento y de la metodología matemática con respecto a la solución, al llegar a una ecuación de diferencias finitas de primer orden. 
Para estudiar la diferencia entre cantidades y cantidades medias
| {\displaystyle \ D=S}                                                  |
| {\displaystyle \ X_{t}=e+aP_{t}=d+bP_{t-1}}                            |
| {\displaystyle \ {\bar {X_{t}}}=e+a{\bar {P_{t}}}=d+b{\bar {P_{t-1}}}} |

D es la demanda

S es la oferta del inglés Supply

a es la pendiente de la demanda

b es la pendiente de la oferta

{\displaystyle P_{t}} es el precio en el período t

{\displaystyle P_{t-1}} es el precio en el período anterior a t

{\displaystyle {\bar {P_{t}}}} es el precio medio en el período t

{\displaystyle {\bar {P_{t-1}}}} es el precio medio en el período anterior a t

Restando las dos expresiones anteriores
| {\displaystyle \ p_{t}=P_{t}-{\bar {P_{t}}}}           |
| {\displaystyle \ X_{t}-{\bar {X_{t}}}=ap_{t}=bp_{t-1}} |

Llamando c a b/a, llegamos a 
| {\displaystyle \ p_{t}=cp_{t-1}} |

Esta expresión es una ecuación de diferencias finitas de primer orden cuya solución es 
| {\displaystyle \ p_{t}=p_{0}c^{t}} |

La pendiente de la curva de demanda es negativa, por lo que c adopta valores negativos. Si ensayamos las soluciones para t=0,1,2..... obtendremos soluciones alternativamente positivas y negativas 
| {\displaystyle \ S=p_{0},-p_{0}c,p_{0}c^{2},-p_{0}c^{3}...} |

Obtenemos tres casos

1. b>(-a). Movimiento oscilatorio explosivo

2. b=-a. Oscilación regular

3. b<(-a). La demanda tiene mayor pendiente que la oferta. La oscilación es amortiguada y tiende al equilibrio.  

Cuando c se aproxima a cero {\displaystyle \ P_{t}} tiende al valor medio de {\displaystyle \ {\bar {P_{t}}}} ya que {\displaystyle \ p_{t}=c^{t}p_{0}} es igual a {\displaystyle \ P_{t}={\bar {P_{t}}}+(P_{0}-{\bar {P_{0}}})c^{t}}.

Ejemplo 

b=0,2

a=-0,9

c=(0,2/-0,9)=-0,22

{\displaystyle c^{2}}=0,01

{\displaystyle c^{3}}=-0,002